# Pac-Land
Pac-Land (Japans: パックランド) is een videospel dat werd ontwikkeld en uitgegeven door Namco. Het spel kwam in 1984 uit als arcadespel. Later volgde ook releases voor diverse homecomputers. Het doel van het spel is om een verdwaald elfje thuis te brengen. De speler speelt pac-man en trekt door stadjes, bergen en woestijnen. Het speelveld wordt 3D in de derde persoon getoond. Onderweg komt de speler spoken tegen die ontweken moeten worden. Als pac-man een krachtpil heeft geslikt kan hij spoken verslinden. Het spel omvat zestien rondes met vier trips elk. Het spel kan met een of met twee spelers tegelijkertijd gespeeld worden. 

## Platforms
| Jaar | Platform                                         |
| ---- | ------------------------------------------------ |
| 1984 | Arcade                                           |
| 1985 | NES                                              |
| 1988 | Amstrad CPC, Commodore 64                        |
| 1989 | Amiga, Atari ST, MSX, TurboGrafx-16, ZX Spectrum |
| 1991 | Lynx                                             |
| 1994 | Sharp X68000                                     |
| 2014 | Wii U Virtual Console                            |

Het spel kwam in 2006 uit voor de PlayStation als onderdeel van het compilatiespel Namco Museum Vol. 4.
In 2014 kwam het spel uit voor de PlayStation Network, Xbox Live Arcade, Microsoft Windows via Pac-Man Museum.

## Ontvangst
| Beoordeeld door                     | Jaar | Platform      | Score |
| ----------------------------------- | ---- | ------------- | ----- |
| The Games Machine (UK)              | 1988 | Commodore 64  | 85%   |
| ASM (Aktueller Software Markt)      | 1988 | Commodore 64  | 66%   |
| Digital Press - Classic Video Games | 2003 | TurboGrafx-16 | 60%   |
| Defunct Games                       | 2005 | Lynx          | 60%   |
| The Video Game Critic               | 2013 | Lynx          | 58%   |
| Computer and Video Games (CVG)      | 1989 | ZX Spectrum   | 57%   |
| Power Play                          | 1989 | Amstrad CPC   | 52%   |
| All Game Guide                      | 1998 | Lynx          | 50%   |
| ASM (Aktueller Software Markt)      | 1989 | Amiga         | 23%   |
| Power Play                          | 1989 | Atari ST      | 17%   |

## Trivia
- Het spel is opgenomen in het boek 1001 Video Games You Must Play Before You Die van Tony Mott.